# Прапор аромантиків
Прапор аромантиків (англ. aromantic flag) — один із прапорів прайд-руху, що репрезентує аромантизм, аромантичних людей і аромантичну спільноту. Дизайн прапору створений Камероном Вімсі у 2014 році.

## Історія та дизайн
Перша відома версія аромантичного прапора мала чотири смуги: зелена (сам аромантизм), жовта (дружба), помаранчева (спектр між романтикою та аромантизмом) та чорна (алоромантизм). Походження цієї версії прапору невідоме.
Після обговорень цього прапору в соціальній мережі Tumblr, Камерон Вімсі розробив новий дизайн у лютому 2014 року з п'ятьма смугами, посилаючись на недостатню інклюзивність значень смуг оригінального прапора. Прапор Вімсі мав п'ять рівномірних горизонтальних смуг: темно-зелена, світло-зелена, жовта, сіра та чорна, які репрезентували людей в усьому аромантичному спектрові.
У листопаді 2014 року Вімсі дещо змінив прапор, який наразі широко використовує аромантична спільнота. Прапор має п'ять рівновеликих горизонтальних смуг. Головний колір, зелений, був обраний як протилежний червоному, який асоціюється з коханням. Два відтінки зеленого представляють аромантичний спектр, білий — платонічну любов і дружбу, а сірий і чорний — різні частини спектра сексуальності.